# Centre pour peines aménagées
En France, les centres pour peines aménagées (CPA) et les quartiers pour peines aménagées sont des anciennes catégories d'établissements pénitentiaires ou de quartiers d'établissements pénitentiaires accueillant des personnes condamnées bénéficiant d'une mesure de semi-liberté ou de placement à l'extérieur ainsi que celles dont le reliquat de peine est inférieur à un an.
Créés par un décret du 30 avril 2002, ces établissements ont un régime de détention essentiellement tourné vers la réinsertion. Cette catégorie d'établissement et de quartier est supprimée et remplacées par les structures d'accompagnement vers la sortie (SAS) par un décret du 10 mars 2022.

## Régime de détention
Les centres pour peines aménagées, créés en 2002, sont soit des établissements autonomes soit des quartiers dédiés au sein d'un centre pénitentiaire, alors appelés « quartiers centre pour peines aménagées » (QCPA) ou « quartiers pour peines aménagées » (QPA).
Ils accueillent des condamnés admis à un aménagement de peine impliquant une présence partielle en établissement, à savoir, :
- Une mesure de semi-liberté, le condamné rentrant en prison quotidiennement (le soir, jusqu'au lendemain matin) ou seulement en fin de semaine (du vendredi soir au lundi matin, par exemple)[N 1] ;
- Un placement à l'extérieur, si le condamné n'est pas hébergé par l'association ou la structure qui l'encadre, celui-ci rentrant en prison quotidiennement (le soir, jusqu'au lendemain matin) ou seulement en fin de semaine (du vendredi soir au lundi matin, par exemple)[6].

Les centres pour peines aménagées accueillent également les condamnés dont le reliquat de peine à effectuer est inférieur à un an, afin de leur permettre de concrétiser leur projet de réinsertion.
Afin d'intégrer un centre pour peines aménagées, les condamnés volontaires doivent en faire la demande auprès de l'administration pénitentiaire, ne pas présenter de profil psychologique lourd et ne pas avoir commis d'incidents graves récents.

## Liste des anciens centres et quartiers pour peines aménagées

### Établissements autonomes
- Centre pour peines aménagées de Metz[9]
- Centre pour peines aménagées de Villejuif[10]

### Quartiers au sein de centres pénitentiaires
- Quartier centre pour peines aménagées au sein du centre pénitentiaire de Bordeaux-Gradignan
- Quartier centre pour peines aménagées au sein du centre pénitentiaire d'Alençon-Condé-sur-Sarthe
- Quartier centre pour peines aménagées au sein du centre pénitentiaire de Fresnes
- Quartier centre pour peines aménagées au sein du centre pénitentiaire de Meaux-Chauconin-Neufmontiers
- Quartier centre pour peines aménagées au sein du centre pénitentiaire d'Aix-Luynes[N 2]